# Saint-Martin (Bas-Rhin)
Saint-Martin település Franciaországban, Bas-Rhin megyében. Lakosainak száma 371 fő (2022. január 1.). Saint-Martin Albé, Bassemberg, Breitenbach, Maisonsgoutte és Villé községekkel határos.

## Népesség
A település népessége az elmúlt években az alábbi módon változott:
| Lakosok száma | 358  | 352  | 353  | 352  | 359  | 362  | 364  | 367  | 371  |
|               | 2013 | 2015 | 2016 | 2017 | 2018 | 2019 | 2020 | 2021 | 2022 |